# 180度パルス

## 概要
180度パルス（180° パルス、π パルス）は、90°励起後の横磁化（M_xy）を反転させる再焦点化RFパルスであり、スピンエコーを形成して磁場不均一性による信号劣化を補正する目的で使用される

## 原理
90°励起により生成された M_xy は局所磁場の不均一性により散逸位相を帯びるが、TE/2 後に 180° パルスを照射すると位相が反転し、TE 時点で再び同位相に戻ることでエコー信号が得られる。この方法により T₂* の影響が排除され、純粋な T₂ 緩和が評価可能となるθ = γ × B₁ × τ に基づいた設計である

## パルス設計と校正
高磁場環境では、RF フィールドの不均一（B₁）およびオフ共鳴への耐性が求められるため、アディアバティック反転パルス（AFP）やユニバーサル回転（UR）パルスが用いられることがある。これらは反転効率が高く、反転角度が均一となるため、位相エラーや RF 不均一の影響を抑制できる

## MRI における応用
MRIのスピンエコー型シーケンスでは、90°励起 → TE/2 → 180°パルス → TE の流れでエコーが生成され、組織固有の T₂ 緩和時間を測定できる。これは画像形成におけるコントラスト制御にも重要である。

90°励起 → 180°反転 → エコー形成

## NMR 分光における応用
Carr–Purcell–Meiboom–Gill（CPMG）シーケンスでは、複数の 180° パルスを繰り返すことで T₂ 緩和時間を高精度に評価できる。この手法は NMR 実験で広く利用されている

## 制限と課題
- B₁ 不均一性：反転角度のムラが生じ、エコー強度が局所で変化する可能性
- SAR 制限：180° パルスは高RF出力を伴うため、比吸収率制御が必要
- パルス幅–帯域幅のトレードオフ：短パルス化は反転精度を犠牲にすることがある